# Louis Guillaume (Statistiker)
Louis Guillaume  (* 27. Februar 1833 in Les Verrières; † 25. Januar 1924 in Epagnier) war ein Schweizer Arzt, Gefängnisdirektor und Statistiker.

## Leben
Guillaume studierte in Zürich Medizin und legte dort 1855 die Prüfung ab. Nach einem Auslandjahr in Wien und Berlin liess er sich 1856 als Arzt in Neuenburg nieder. Von 1856 bis 1860 war er radikaler Abgeordneter im Conseil général, dem Gemeindeparlament der Stadt. Im Jahr 1870 übernahm er die Leitung der neuen kantonalen Strafanstalt. Von 1873 bis 1889 war er Mitglied des Grossen Rates, 1880 dessen Präsident. Louis Guillaume organisierte in Neuenburg die Gesundheitspolizei, leitete die kantonale Gesundheitskommission und war der Initiant und erste Inhaber eines Lehrstuhls für Hygiene an der Akademie. 1872 war er Delegierter der Schweiz am internationalen Hygienekongress in London und am ersten internationalen Kongress für das Gefängniswesen.
Im Jahr 1889 wurde er zum Direktor des Eidgenössischen Statistischen Büros gewählt, auf Empfehlung der beiden Vorgänger Milliet, dann Direktor der Eidgenössischen Alkoholverwaltung, und Kummer, Direktor des Eidgenössischen Versicherungsamtes. Im gleichen Jahr wurde er in das Internationale Statistische Institut aufgenommen. Unter Guillaumes Direktion wurde im Jahr 1891 erstmals das Statistische Jahrbuch der Schweiz publiziert. Als Arzt war ihm der Ausbau der Gesundheitsstatistik ein besonderes Anliegen. Im Jahr 1900 wurde die Todesursachenstatistik mit der Einführung der anonymisierten Sterbekarte wesentlich verbessert. Er leitete das Statistische Büro über 25 Jahre, bis November 1914. In seinem 82. Lebensjahr zog er sich ins Privatleben zurück.
Von 1890 bis 1913 war er Redaktor der Schweizerischen Zeitschrift für Statistik.

## Publikationen (Auswahl)
- Hygiène scolaire. Considérations sur l’état hygiénique des écoles publiques présentées aux autorités scolaires, aux instituteurs et aux parents. 1864, OCLC 715224060.
- Actes du Congrès pénitentiaire international de Saint-Pétersbourg. 1890, OCLC 8593465.
- mit F.-C. Latour und Charles Didion: Actes du Congrès pénitentiaire international de Bruxelles, août 1900. Bureau de la Commission pénitentiaire internationale, Bern/Brüssel 1901, OCLC 10339927.
- mit Eduard Killias: Bericht über Gruppe 31. Hygiene, Balneologie. Druck O. Füssli, Zürich 1884, OCLC 904656805.